# Valentina Kutzarova
Valentina Kutzarova (* in Varna) ist eine bulgarische Opern- und Konzertsängerin (Mezzosopran) und Musikpädagogin.

## Werdegang
Auf die erste musikalische Ausbildung von Valentina Kutzarova in ihrer Heimatstadt Varna folgte ein Studienabschluss an der Musik-Akademie von Sofia.
Ihre ersten Engagements führten sie nach Plewen und ans Internationale Opernstudio Zürich, ehe sie Ensemblemitglied am Theater St. Gallen wurde.
Von 1994 bis 2005 war sie festes Mitglied des Opernensembles am Landestheater Linz und debütierte in vielen bedeutenden Mezzosopranpartien.
Kutzarova erhielt zahlreiche Gastverträge, die sie unter anderem an die Bayerische Staatsoper nach München, ans Opernhaus Hannover, das Teatro La Fenice in Venedig, das Teatro San Carlo in Neapel, das Grand Théâtre de Genève und weitere Opernhäuser in Basel, St. Gallen, Straßburg, Bordeaux, Las Palmas de Gran Canaria, Bilbao, Zagreb oder Bombay führten. Auch die Bregenzer Festspiele oder das Festival de Mayo in Guadalajara (Mexiko) waren Ziel ihrer Auftritte.
2018 wirkte Valentina Kutzarova bei der Welturaufführung des Osteroratoriums von Michael Stenov in der Pfarrkirche St. Peter in Linz/Spallerhof mit.
Sie tritt auch als Konzertsängerin in Erscheinung, wobei ihr Repertoire vom Barock über Beethoven und Mahler bis in die zeitgenössische Musik reicht. Dabei arbeitet sie mit bekannten internationalen Regisseuren und Dirigenten zusammen.
Valentina Kutzarova unterrichtet Gesang in den Landesmusikschulen Freistadt und Leonding.

## Repertoire (Auswahl)

### Oper
- Adalgisa in Norma (Bellini)
- Romeo in I Capuleti e i Montecchi (Bellini)
- Carmen in Carmen (Bizet)
- Elisabetta in Maria Stuarda (Donizetti)
- Amastre in Serse (Händel)
- Charlotte in Werther (Massenet)
- Dorabella in Così fan tutte (Mozart)
- Idamante in Idomeneo (Mozart)
- Donna Elvira und Zerlina in Don Giovanni (Mozart)
- Cherubino in Le nozze di Figaro (Mozart)
- Nicklausse und Giulietta in Hoffmanns Erzählungen (Offenbach)
- Isabella in L’italiana in Algeri (Rossini)
- Angelina in La Cenerentola (Rossini)
- Oktavian in Der Rosenkavalier (Strauss)

### Konzert
- Bach: Magnificat
- Beethoven: 9. Sinfonie
- Bruckner: Messe Nr. 3 in f-Moll
- Haydn: Paukenmesse
- Mozart: Requiem
- Pergolesi: Stabat mater
- Rossini: Petite Messe solennelle
- Schubert: Messe Nr. 4 C-Dur

## Auszeichnungen
- 1995: Grand Prix der Jury beim Internationalen Gesangswettbewerb in „Rocca delle Macie“ in Siena
- 1995: Erster Preis des Publikums beim Internationalen Gesangswettbewerb in „Rocca delle Macie“ in Siena
- 1997: Zweiter Preis beim Internationalen Königin-Sonja-Musikwettbewerb in Oslo
- 1997: Sonderpreis für die beste Interpretation von Grieg-Liedern beim Internationalen Königin-Sonja-Musikwettbewerb in Oslo